# Dimitrie Brândză
Dimitrie Brândză (10 ou 22 octobre 1846 - 3 ou 15 août 1895) est un botaniste roumain. Il est le fondateur du Jardin botanique de Bucarest qui porte aujourd’hui son nom.
Né en Moldavie, après avoir terminé ses études à l'Académie Mihăileană (le premier établissement d'enseignement supérieur moderne en Moldavie), il est diplômé des Facultés des Sciences Naturelles et de Médecine de l'Université de Paris, obtenant son doctorat en 1869. Il a travaillé comme médecin et fut professeur de botanique à l’université Alexandre-Jean-Cuza de Iași et à l’université de Bucarest. Il fut membre de l’Académie roumaine.
Il est inhumé au cimetière Bellu, à Bucarest.
D.Brândză est l’abréviation botanique standard de Dimitrie Brândză.
Consulter la liste des abréviations d'auteur en botanique ou la liste des plantes assignées à cet auteur par l'IPNI, la liste des champignons assignés par MycoBank, la liste des algues assignées par l'AlgaeBase et la liste des fossiles assignés à cet auteur par l'IFPNI.